# Championnats du monde de tir 1922
Navigation
Édition précédente Édition suivante
Les championnats du monde de tir 1922, vingtième édition des championnats du monde de tir, ont eu lieu à Milan, en Italie, en 1922.